# Esperance (Australië)
Esperance is een plaats in de regio Goldfields-Esperance in het zuidoosten van West-Australië, 713 kilometer ten oostzuidoosten van Perth, 391 kilometer ten zuiden van Kalgoorlie en 482 kilometer ten oosten van Albany. In 2021 telde Esperance 12.003 inwoners. De belangrijkste industrieën zijn toerisme, landbouw en de visserij.

## Geschiedenis

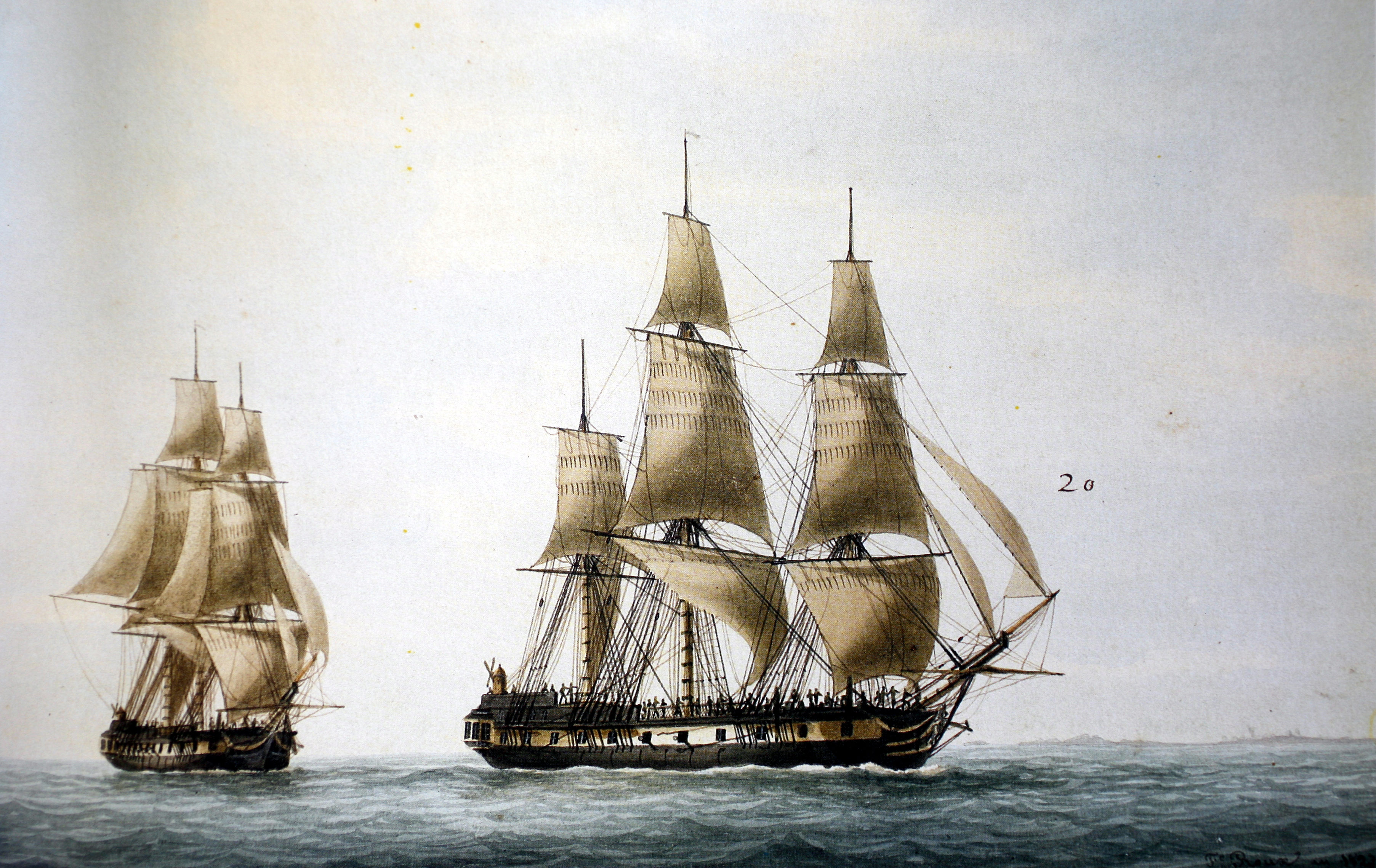
L'Espérance & La Recherche door François Roux

De geschiedenis van de Europese kolonisatie van de regio gaat terug tot 1627. Toen voer kapitein François Thijssen met zijn schip 't Gulden Zeepaert door de wateren voor de kust van Esperance en de Grote Australische Bocht. Franse ontdekkingsreizigers worden erkend als de eersten die in de streek rond Esperance aan land gingen. Ze gaven Esperance en andere lokale oriëntatiepunten een naam toen ze er in 1792 voor een storm schuilden. Het dorp zelf werd vernoemd naar het Franse schip L'Espérance van Jean-Michel Huon de Kermadec. "Espérance" betekent "hoop".
In 1802 zeilde de Britse navigator Matthew Flinders de bay of isles in en ontdekte en benoemde er plaatsen als Lucky Bay en Thistle Cove. Walvisjagers, zeehondenjagers, piraten, veeboeren en mijners zouden nog volgen, gretig om het vrije grondgebied te verzilveren en een graantje mee te pikken van de goudvondsten in het noorden.
De pioniersfamilie van Schotse afkomst, Dempster, was in de jaren 1860 de eerste die zich op het grondgebied van Esperance vestigde. De gebroeders Dempster (Charles, Edward, Andrew en James) werd 123.024 hectare grondgebied toegekend waar ze zich in 1864 vestigden. Ze brachten eerst schapen, runderen en paarden over vanuit Northam. In 1866 voerden ze vee in vanuit Zuid-Australië. Ze bouwden de eerste aanlegplaats van Esperance maar het eerste jaar slaagde maar één schip in de reis van Adelaide naar Esperance.
Eens andere kolonisten begonnen grondgebied in te palmen rond Esperance ontwikkelde de kleine nederzetting zich en diende als een belangrijke link in de Overland Telegraph tussen Albany en Eucla. In 1876 werd een telegraafkantoor geopend maar de officiële stichting van het dorp zou op zich laten wachten tot in 1893.
Na de vondst van goud in de oostelijke goudvelden werd in de jaren 1890 een eerste aanlegsteiger gebouwd. Esperance werd de "toegangspoort" tot de goudvelden. In 1898 woonden er 985 mensen (623 mannen en 362 vrouwen).
De West-Australische premier John Forrest beloofde na een bezoek aan Esperance in 1898 een spoorweg aan te leggen tussen Esperance en de goudvelden. Doordat handelaren uit Fremantle vreesden dat hun handel met de goudvelden dan zou worden overgenomen door handelaren uit Adelaide via het haventje van Esperance, werd een spoorweg tussen Norseman in de goudvelden en Fremantle aangelegd. Die spoorweg werd echter niet doorgetrokken tot Esperance. Uiteindelijk werd in 1927 de spoorweg tussen Coolgardie en Esperance vervolledigd.
De regio Mallee, 100 kilometer ten noorden van Esperance, begon graan te produceren in de jaren 1920 en een tweede aanlegsteiger, voor tankers, werd in 1935 afgewerkt. Nadat een spoorweg tussen Salmon Gums en de haven van Esperance werd aangelegd in 1925 steeg de graanoogst van 1.471 ton dat jaar tot 4.376 ton in 1929 en 15.608 ton twee jaar later.

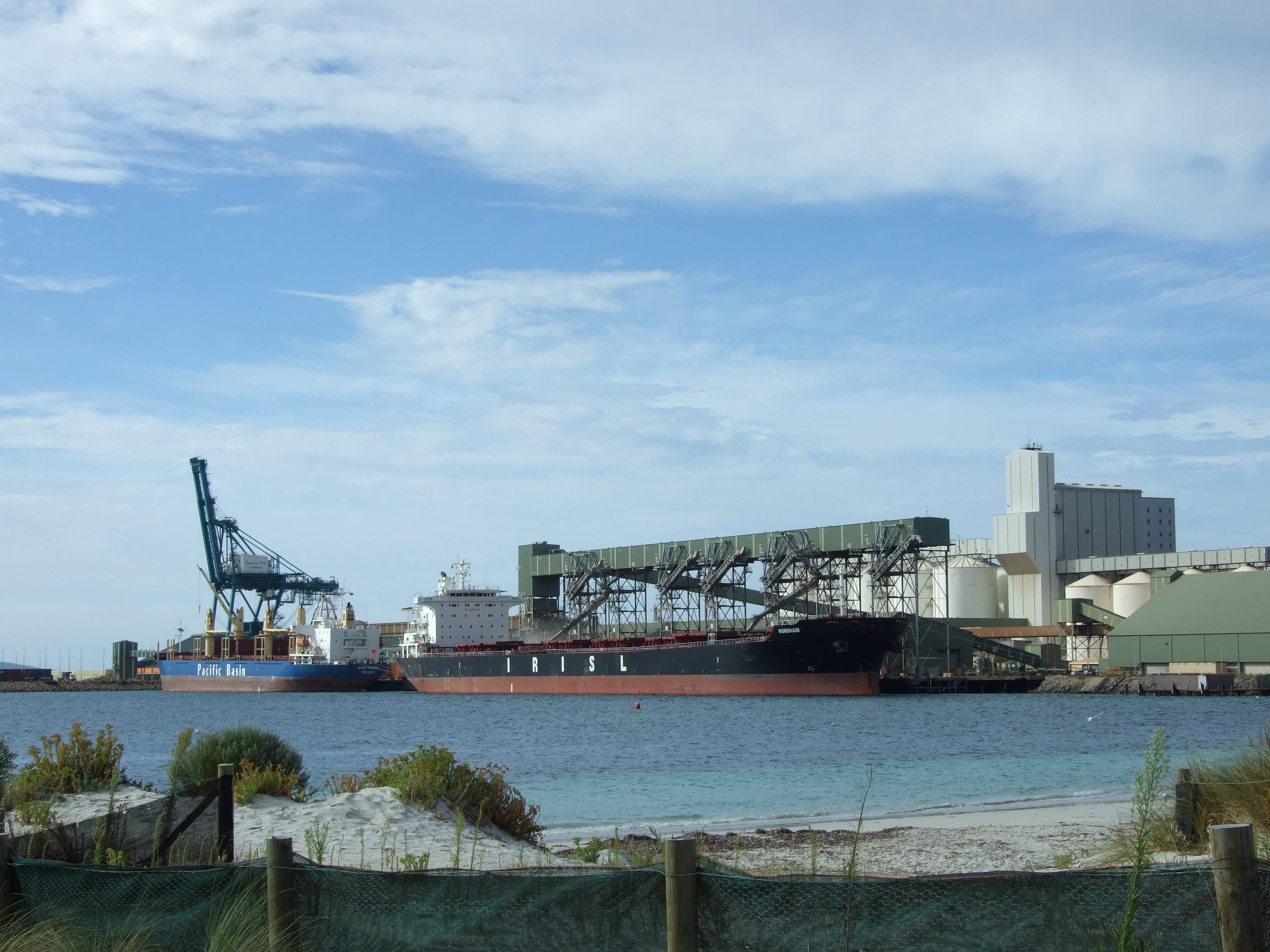
Graan laden in de haven van Esperance

Op de vlakte rond Esperance werd grootschalige landbouw geïntroduceerd door een Amerikaans consortium in samenwerking met de West-Australische overheid nadat in de jaren 1960 bleek dat men superfosfaten vermengd met sporenelementen kon gebruiken om gronden van slechte kwaliteit geschikt te maken voor het telen van graangewassen en het grazen van vee. Ondanks de moeilijkheden in het begin werd het project een succes en werden in die periode grote grondgebieden ontbost.
In 1968 woonden er 2700 mensen in Esperance. In 1979 vielen er brokstukken van het ruimtestation Skylab op Esperance nadat het gevaarte boven de Indische Oceaan in stukken brak. In 1987 werd in Esperance het eerste commerciële windmolenpark van Australië gebouwd.
Esperance is de enige haven in het zuidoosten van West-Australië. In 2002 investeerde de Esperance Port Authority 54 miljoen dollar in een verbetering van de haven. De haven kan nu capesize-vrachtschepen tot 180.000 ton en panamaxschepen tot 75.000 ton aan.
In 2007 werden de inwoners van Esperance gealarmeerd door de plotse dood van duizenden vogels. De oorzaak bleek schadelijke industriële vervuiling te zijn, veroorzaakt door onveilig vrachtwagen- en treintransport van looderts vanuit Wiluna voor export per schip. Toen loodwaarden werden ontdekt in kinderen, volwassenen en watervoorraden draaide de West-Australische overheid op voor een opruimoperatie van ettelijke miljoenen. Het mijnbedrijf Magellan Metals mocht geen lood meer exporteren via de haven.
In november 2007 presenteerde een parlementaire commissie haar onderzoeksrapport. Het duurde niet lang voor andere bezorgdheden werden geuit. Zo zou het stof van de nikkelmijnen en transport van nikkel vervuiling veroorzaken. Nadat de Esperance Port Authority in 2008 twee maal te hoge nikkelwaarden gemeten had, verbood het de export van nikkel. De toenmalige premier van West-Australië, Colin Barnett, hief het verbod op omdat het de nikkelindustrie, die goed was voor AU $ 8 miljard omzet per jaar, bedreigde.

## Toerisme

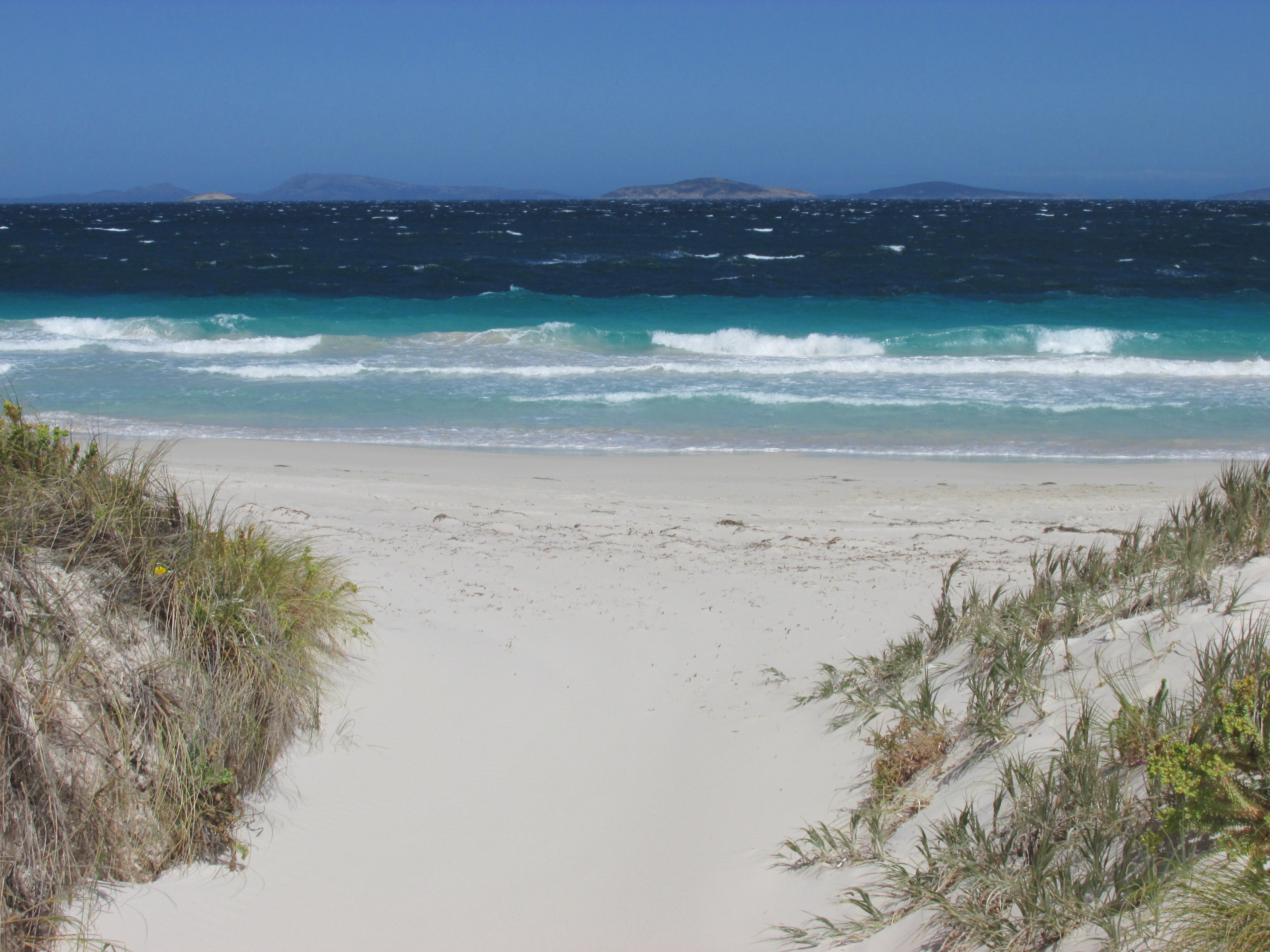
Witte stranden nabij Esperance

Nabij Esperance liggen vele stranden waar men kan surfen, duiken en zwemmen. Er zijn ook een aantal zoutmeren, waaronder Pink Lake, dat zijn naam en kleur te danken heeft aan de roodwieren die erin leven. Esperance is ook bekend om de golf Cyclops, die voorkomt in de surffilm Billabong Odyssey en in de documentaire Bra Boys.
Er liggen 5 nationale parken in de streek. Op 20 minuten van het dorpscentrum vindt men het nationaal park Cape Le Grand. Het bestaat uit een pittoreske kust met voornamelijk granieten terrein en beschutte witte stranden. Het park is populair bij sportvissers, wandelaars en enthousiasten van vierwielaandrijving.
Nabij Esperance is een levensgrote replica van het megalithisch monument Stonehenge gebouwd.

## Klimaat
Esperance heeft een mediterraan klimaat met warme droge zomers en koele vochtige winters.
| Maand                                  | jan  | feb  | mrt  | apr  | mei  | jun  | jul  | aug  | sep  | okt  | nov  | dec  | Jaar  |
| -------------------------------------- | ---- | ---- | ---- | ---- | ---- | ---- | ---- | ---- | ---- | ---- | ---- | ---- | ----- |
| Hoogste maximum (°C)                   | 46,9 | 46,7 | 44,0 | 40,1 | 34,5 | 27,7 | 27,6 | 32,1 | 34,9 | 40,9 | 42,7 | 45,3 | 46,9  |
| Gemiddeld maximum (°C)                 | 26,2 | 26,2 | 25,2 | 23,2 | 20,5 | 18,1 | 17,2 | 18,0 | 19,4 | 21,2 | 23,2 | 24,6 | 21,9  |
| Gemiddeld minimum (°C)                 | 15,7 | 16,1 | 15,2 | 13,3 | 11,1 | 9,2  | 8,3  | 8,6  | 9,5  | 10,8 | 12,8 | 14,4 | 12,1  |
| Laagste minimum (°C)                   | 8,3  | 8,0  | 7,4  | 5,5  | 2,9  | 2,2  | 1,4  | 2,5  | 2,7  | 3,6  | 4,9  | 7,8  | 1,4   |
|                                        |      |      |      |      |      |      |      |      |      |      |      |      |       |
| Neerslag (mm)                          | 26,7 | 26,3 | 30,3 | 43,9 | 71,1 | 77,0 | 95,9 | 83,0 | 61,7 | 46,5 | 38,8 | 19,8 | 621   |
| Regendagen (dag)                       | 6,2  | 5,8  | 8,1  | 10,3 | 13,8 | 15,8 | 17,1 | 16,5 | 14,2 | 11,7 | 9,6  | 6,7  | 135,8 |
| Relatieve luchtvochtigheid (%)         | 58   | 58   | 58   | 58   | 59   | 61   | 60   | 57   | 58   | 57   | 58   | 58   | 58,3  |
| Bron: Australian Bureau of Meteorology |      |      |      |      |      |      |      |      |      |      |      |      |       |